# مارك لانيجان
مارك وليام لانيجان ( 25 نوفمبر 1964 - 22 فبراير 2022)، هو مُغني ومُؤلف أمريكي.

## حياته
مولود في 25 تشرين الثاني/نوفمبر 1964 بالقرب من سياتل في ولاية واشنطن (شمال غرب الولايات المتحدة). بدأ مسيرته مغنياً وقائداً لفرقة الروك و«الغرانج المخدر» بين العامين 1984 و2000، ثم عضواً في فرقة «كوينز أوف ذي ستون إيدج» حتى 2014.
ويضم رصيد لانيغان الذي عمل منفرداً في جزء من مسيرته، وتعاون مع فنانين آخرين، نحو 15 ألبوماً مسجلاً في الاستوديو، واشتهر بالإضافة إلى العزف على الغيتار والأورغ بصوت من نوع الجهير الأول (باريتون).

## وفاته
توفي الموسيقي الأمريكي مارك لانيغان في منزله بجمهورية إيرلندا عن عمر يناهز 57 عاماً.

## روابط خارجية
- مارك لانيجان على موقع ماي سبيس
- (بالإنجليزية) Discografie op Discogs.com